# Joan I de Castella-Aumale
Joan I de Castella-Aumale (Kortrijk, abans de 1260 - 1 de juliol de 1302) fou comte d'Aumale, fill de Ferran de Castella-Aumale i net del rei Ferran III de Castella i de la seva segona esposa Joana de Dammartin, comtessa de Ponthieu i Aumale. A la mort de l'avi, el 1352, els comtats van restar en mans de la seva esposa, comtessa suo jure de Ponthieu i d'Aumale, i el fill Ferran de Castella-Dammartin els va administrar però no en fou comte de ple dret. Ferran va morir en una data propera al 1260 (abans del 1270 en tot cas) i Joana va viure fins al 1278. El fill de Ferran, Joan, va reclamar la successió de Ponthieu i Aumale, però en el primer comtat li fou negada, ja que allí no s'admetia el dret de representació sent el dret per la filla més gran sobrevivent, Elionor de Castella, casada amb Eduard I d'Anglaterra; en canvi Joan no va tenir problema en ser reconegut com a comte d'Aumale on si que existia el dret de representació (igual que a les senyories d'Épernon i de Noyelles-sur-Mer). Es va casar amb Ida de Meulan i l'únic fill conegut és Joan II de Castella-Aumale, també dit (erròniament) Joan II de Ponthieu, comte d'Aumale, senyor de Montgommery i d'Épernon que el va succeir el 1302.